# Scitovsky Tibor
Scitovsky Tibor (Budapest, 1910. november 3.  – Stanford, Kalifornia, 2002. június 1.) magyar származású közgazdász, aki az emberek boldogságának és fogyasztási szokásainak viszonyáról szóló tanulmányaival vált ismertté.
Kornai János szerint a „reneszánsz tudós igazi megtestesülése". A Stanford Egyetem professzora, nyugdíjba vonulásakor (1976-ban) Professor emeritusnak választják. A közgazdasági munkásságának elismeréseképpen az Amerikai Közgazdasági Társaságtól megkapta a Distinguished Fellow címet, amelyet minden évben egy kiemelkedő közgazdásznak ítéltek oda.

## Élete
1910-ben született Magyarországon nemesi családban. Apja, Scitovszky Tibor 1924–25 között külügyminiszteri posztot töltött be). A Budapesti Tudományegyetemen (az ELTE jogelődje) kezdte felsőoktatási tanulmányait, ahol jogi végzettséget szerzett, ezt követően hallgatója volt a Cambridge-i Egyetemnek és a Londoni Közgazdasági Egyetemnek. Ösztöndíjjal az Amerikai Egyesült Államokba ment, majd a második világháború alatt besorozták az amerikai hadseregbe, ahol is a belső elhárításhoz került. Mivel a német-szövetséges Magyarországon élt a családja, ez idő alatt Thomas Dennisre változtatta a nevét.
Később fényes közgazdász-karriert futott be.  1946-1948 között tanított a Stanford Egyetemen, majd ezt követően 1968-ig a Berkeley Egyetemen. 1959-ben kezdte vizsgálni az emberi jólét jelenségét, azonban a szokásos közgazdasági gondolkodásnál jóval szélesebb kontextusban. Munkásságát az Amerikai Közgazdasági Társaság a Distinguished Fellow cím odaítélésével honorálta. Nyugdíjba vonulásakor Stanford Egyetem Professor Emeritus címmel tüntette ki. A Magyar Tudományos Akadémia 1993-ban tagjává választotta. Munkásságát Kornai János méltatta.

## Munkássága
Scitovsky a jóléti közgazdaságtan területén szerzett elvitathatatlan érdemeket. 1941-ben kidolgozta a társas közömbösségi görbe modelljét, amellyel egy közösség (város, nemzet) számára azonos hasznosságérzetet jelentő jószágkombinációkat lehet szemléltetni.
Scitovsky jóléti perspektívából vizsgálta meg Keynes közgazdasági megállapításait. Mélyrehatóan tanulmányozta a közgazdaságtan külkereskedelmi modelljeit, azon belül is a vámok, a gazdasági integrációk, az importhelyettesítés, a nemzetközi fizetési mérleg és a gazdasági fejlődés témaköreit.
1960-ban visszatért a jóléti téziséhez, de más megközelítést alkalmazott. Úgy vélte, a jólétet tévesen azonosítják a „fogyasztás”, illetve az állandó „fejlődés” fogalmaival, hiszen az emberi-társadalmi folyamatokat nem csak mennyiségben, hanem értékben is mérni kell. Azt állította, hogy számos társadalom jobb fogyasztási színvonalat képes elérni szűkebb erőforrással, mint egyes társadalmak bőséges erőforrásokkal. Éppen ezért – állítja Scitovsky – az egyes társadalmak fogyasztási szintjének mennyiségi összevetése téves következtetések levonására vezethet.
Több évet szentelt az „minőség” szó minél tökéletesebb definiálására, de legerősebb kapcsolatot a fogyasztás közbeni örömérzettel talált. Az örömtelen gazdaság című művében a modern (elsősorban gazdasági) értékek komoly kritikáját fogalmazza meg. Kifejti, hogy olyan dolgokra lenne célszerű a pénzünket költeni, amelyekhez nem szokunk hozzá (például egy gyönyörű táj felfedezése vagy a barátokkal való beszélgetés mindig feltölt minket), és nem olyan dolgokra, amelyekhez hozzászokunk (komfortcikkekre, például egy divatos kanapéra, amelyet egy idő után megununk). Megkülönböztetett örömteli és örömtelen fogyasztást, amelyek elhatárolásában számos tényező (kihívás, kockázat- és teljesítményérzet) játszik szerepet. 
Scitovsky társadalomkritikává formálta a tézisét: a specializáció elveszi a munka örömét, illetve hogy az amerikai társadalom (minden más társadalomnál erőteljesebben) túl nagy hangsúlyt fektetett a fogyasztásában a komfortérzetre és a biztonságra, amelynek következtében kivonta a kihívás, a kockázat- és teljesítményérzet örömteli élményét a fogyasztási struktúrájából. Azonban az ember erre vonatkozó belső igényeit nem nyomhatta el magában, és megjelentek szokatlan viselkedési formák: hazardírozás, veszélyes sportok űzése, bűnözés, stb. Scitvosky úgy véli, hogy a fogyasztási kultúránkat fejleszteni kell, ugyanis enélkül nem ismerjük fel a minőségi fogyasztás szerepét, és megelégszünk a tömegcikkekkel és a komforttal.
Scitvsky tézisei merésznek tűnhetnek, de többek közt Frank Knight, Thorstein Veblen, John Maynard Keynes és John Kenneth Galbraith is előszeretettel világított rá a gazdasági folyamatok minőségszempontú megközelítésének fontosságára.

## Gazdaságpszichológiája
Scitovsky Tibor ha nem is a gazdaságpszichológia atyja, de minden esetre a gazdaságpszichológia veteránjai közé tartozik. Scitovsky szükségét érezte annak, hogy emigrálása után, idős korában, tudásával és tekintélyével a magyar tudományt szolgálja.
Scitovsky Tibor munkássága messze túlmutat egy konvencionális közgazdász szellemi alkotásának keretein.
Scitovsky gazdaságpszichológiájának a lényegét három fogalommal jelezhetjük: boldogság, fogyasztás, minőség. A boldogság az irracionális jelenségek berkeibe – az érzelmek birodalmába – vezet, messze esik a gazdasági racionalizmus és a gazdasági maximalizáció racionális logikájától és a pszichológia illetékességét támasztja alá. A magát modernnek nevező ember az élet minőségét a fogyasztással méri, de nem ügyel a fogyasztott javak minőségére, így annak az irreális benyomásnak esik áldozatul, hogy a fogyasztott javak mennyisége – gyakori cserélése – határozza meg élete minőségét. Ennek a fatális tévedésnek fatális következményei vannak, mert az élet minősége nem azonos az életszínvonallal. A modern ember az életszínvonal emelésére – a fogyasztott javak mennyiségére – koncentrál az életminőség kárára. Az öröm és az élvezet növelésére beállított tömegfogyasztás – a divatos átmenetileg státuszt növelő örömteli hatása – átmenetileg növeli a komfortérzetet, a kényelmet, de a megvásárolt termék megszokása után érdektelenséget és unalmat – boldogtalanságot generál. Természetesen minden ember elsősorban az alapvető primer, életfenntartó szükségleteinek kielégítésére törekszik, amelyek színvonalát a kultúra, a kultúra anyagi és szellemi vonzata határozza meg. A primerszükségleteken felüli szükségleteket az anyagi javak bősége határozza meg. A dzsungel körülményeitől függő bennszülöttek számára egy konyhai mosogatógép vásárlása nem jöhet szóba. A dzsungelben az ottani természeti, anyagi és kulturális környezet határozza meg a primerszükségletek kielégítésének színvonalát és az élet minőséget.
Nem mindegy, hogy a bőség milyen fogyasztást generál, egy olyant, amelyet a rövid életű divat határoz meg, vagy egy olyant, ami tartós örömet, élményt és a személyiség gazdagodását vonja maga után, mint például egy könyv, egy színdarab, vagy egy élményekkel teli utazás.
Ha az ember veleszületett kreativitását a társadalmi körülmények által kondicionált tömegfogyasztás-kultúra elkényelmesíti, a parlagon hagyott kreativitás hajtóereje dekadens úton vezetődik le, és utat nyit a bűnözés, a hazardírozás és az idegeket felborzoló sportok űzésére.

## Angolul megjelent legjelentősebb gazdaságpszichológiai munkái
- The Joyless Economy: The Psychology of Human Satisfaction, 1976/1992.
- Human Desire and Economic Satisfaction: Essays on the frontiers of economics, 1986

## Magyarul megjelent művei
- Az örömtelen gazdaság – Gazdasági alapvetések, Budapest: Közgazdasági és Jogi Könyvkiadó, 1990
- Egy „büszke magyar” emlékiratai, Budapest: Közgazdasági Szemle Alapítvány, 1997